# Bataille de Trafalgar
Pour l’article homonyme, voir Trafalgar.
Troisième Coalition
Batailles
Batailles navales
- Rocher du Diamant (1805)
- Cap Finisterre (1805)
- îles Chausey (1805)
- Trafalgar (1805)
- Cap Ortegal (1805)

Campagne d'Allemagne (1805) : opérations en Bavière - Autriche - Moravie
- Donauwörth
- Wertingen
- Günzburg
- Haslach-Jungingen
- Memmingen
- Elchingen
- Nerenstetten
- Neresheim
- Ulm
- Ried
- Lambach
- Bodenbichl
- Steyr
- Amstetten
- Mariazell
- Dürenstein
- Hollabrunn (Schöngrabern)
- Wischau
- Austerlitz

Campagne d'Italie (1805) : Opérations en Italie du Nord
- Vérone
- Caldiero
- Forano
- Castelfranco Veneto

Invasion de Naples (1806)
- Gaète
- Campo Tenese
- Maida
- Lauria
- Maratea
- Amantea
- Mileto

La bataille de Trafalgar est une bataille navale majeure opposant, le 29 vendémiaire an XIV (21 octobre 1805), la flotte franco-espagnole sous les ordres du vice-amiral Villeneuve à la flotte britannique commandée par le vice admiral Nelson, au large du cap Trafalgar (Espagne), dans l'océan Atlantique.
Si Nelson y trouve la mort, la victoire des Britanniques est totale, malgré leur infériorité numérique. Les deux tiers des navires franco-espagnols sont détruits, et Napoléon, faute d'une flotte suffisamment importante, remet à plus tard ses projets d'invasion de la Grande-Bretagne ; ils étaient d'ailleurs déjà abandonnés pour cette guerre. Le relèvement partiel de la flotte française après 1805 sera trop tardif pour compromettre l'hégémonie de la Royal Navy. Cette bataille marque aussi une étape importante dans le déclin de l'Empire espagnol en coupant les liaisons entre les colonies espagnoles des Amériques et leur métropole.
Cette victoire décisive de la Troisième Coalition, dans le cadre des guerres napoléoniennes, conforte également la suprématie britannique sur les mers, qui devient incontestée plus d'un siècle durant. Le 21 octobre est célébré dans tout l'Empire britannique sous le nom de Trafalgar Day pendant le XIXe siècle et au début du XXe siècle, avant que cette fête ne tombe dans l'oubli.

## Contexte
À la suite de la reprise des hostilités entre la France et le Royaume-Uni, le 18 mai 1803, après l'éphémère paix d'Amiens, Napoléon Ier commence à réunir une armée au camp de Boulogne dans le but d'envahir les îles Britanniques et d'en finir ainsi avec son plus coriace ennemi.

## Sept mois en mer

### Le départ en campagne
Villeneuve appareille de Toulon le 29 mars 1805 et trompe les frégates d'observation de Nelson. Sa flotte est composée de onze vaisseaux de ligne (quatre de 80 canons et sept de 74 canons), six frégates et deux bricks. Cette flotte, dont l'objectif est de prendre de vitesse ses ennemis, est composée de navires rapides et en très bon état de navigation. Le navire amiral est le flambant neuf Bucentaure de 80 canons. Aussitôt alerté, Nelson dispose sa flotte sur la route de la Méditerranée orientale, supposant une attaque de Malte, de Naples ou de l'Égypte. Villeneuve passe le détroit de Gibraltar avec ses onze vaisseaux le 8 avril. À Cadix, il récupère l’Aigle (de 74 canons). Les Espagnols ne sont pas prêts et seulement un vaisseau se joint à l'escadre de Villeneuve, celui du vice-amiral Federico Gravina, les autres la rejoindront aux Antilles.

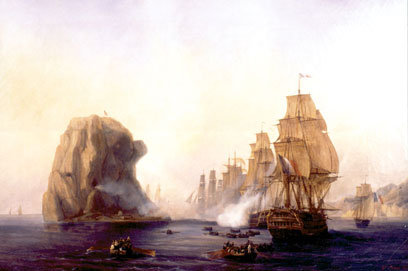
La flotte française avec le capitaine Cosmao-Kerjulien attaquant le rocher du Diamant (Martinique). Peinture d'Auguste Mayer.

Il arrive aux Antilles le 12 mai, et le 14 mai, il est rejoint par six vaisseaux espagnols et par le contre-amiral Magon avec deux vaisseaux en provenance de Rochefort. Commandant alors une force de vingt navires de ligne, Villeneuve doit, selon les ordres reçus de Napoléon, harceler les colonies britanniques. Mais il reste inactif pendant un mois. Seule opération, de petite envergure, la reconquête du rocher du Diamant le 2 juin 1805 par une division sous le commandement du capitaine Cosmao-Kerjulien.
Le 7 juin, à la suite de la capture d'un navire de commerce britannique, Villeneuve apprend que la flotte de Nelson, initialement ralentie par des vents contraires avant Gibraltar, est enfin arrivée dans les Caraïbes. Le 11 juin, il décide de retourner en Europe.
Entre-temps, le 20 mai, Napoléon a appris le départ d'un corps expéditionnaire anglo-russe (en), commandé par James Henry Craig, destiné à débarquer dans le royaume de Naples. L'empereur envoie l'ordre à la flotte franco-espagnole mouillée à Carthagène de faire le blocus de Gibraltar. L'escadre de Craig atteint Gibraltar le 13 mai et y prend quelques semaines de repos. Les instructions de Lord Camden, ministre de la Marine, lui laissent le choix entre attaquer la position espagnole de Minorque et voguer immédiatement vers Naples où il sera rejoint par les troupes russes de Maurice de Lacy (ru), basées à Corfou, selon ce qu'il pourra exécuter avec la flotte de Méditerranée. L'escadre espagnole de Carthagène, commandée par José Justo Salcedo (it), sort à la recherche de celle de Craig mais doit vite se retirer à cause du mauvais temps. En juillet, la présence devant Carthagène de l'escadre de surveillance britannique commandée par Richard Bickerton (en) empêchera Salcedo d'aller rejoindre la flotte de Cadix.

### L'échec à l'entrée du golfe de Gascogne

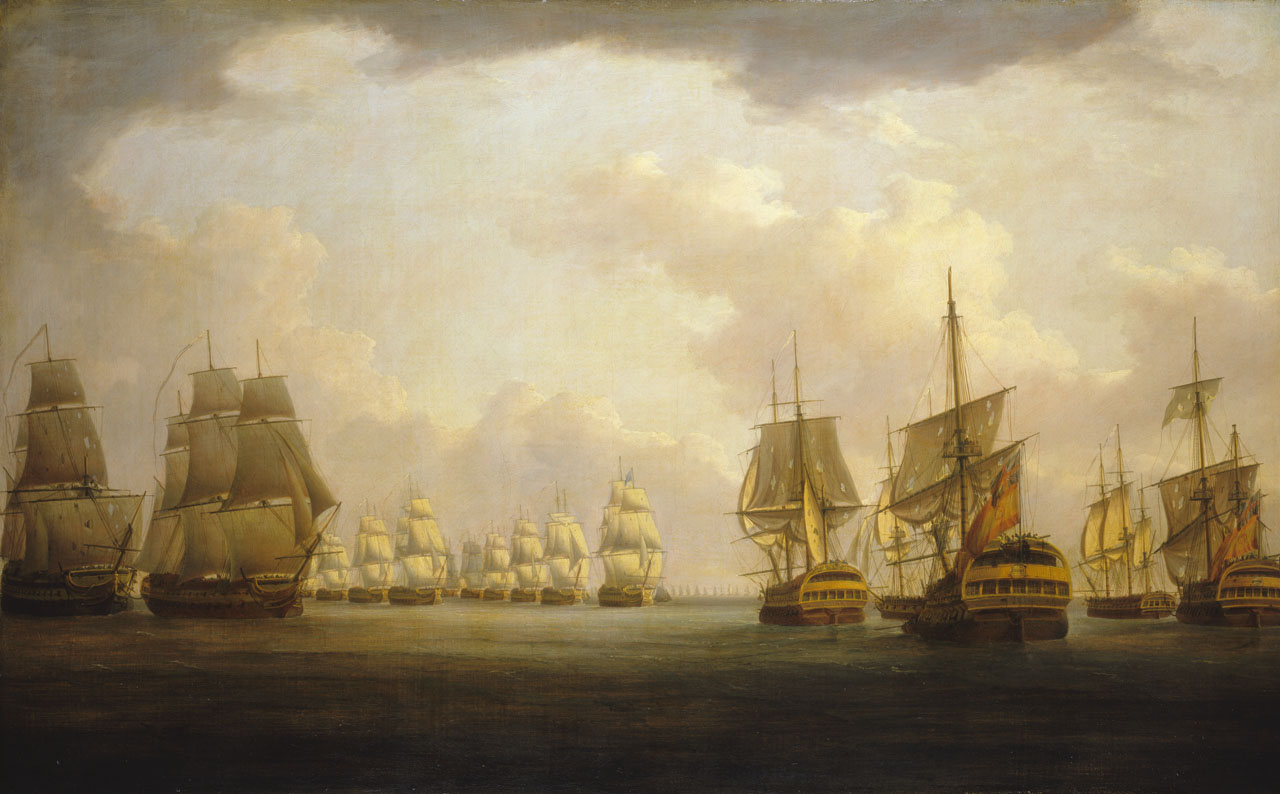
La bataille du cap Finisterre ou bataille « des quinze-vingt », 23 juillet 1805 ; par William Anderson.

Du 24 au 26 juin, la flotte essuie une violente tempête qui éprouve les navires : l’Indomptable perd un mât, ce qui, sauf à le laisser à son sort, ralentit l'escadre. Pendant ce temps, Nelson, ignorant les projets précis de Villeneuve, a fait voile vers Gibraltar où il espère intercepter la flotte combinée franco-espagnole. Mais il a pris soin de dépêcher un brick (ex français), l'HMS Curieux, en direction de l'Amirauté, pour signaler la possible survenue de la flotte de Villeneuve dans les eaux européennes. Les flottes de la Manche et du golfe de Gascogne sont mises en alerte.
La flotte franco-espagnole arrive enfin au large du cap Finisterre, mais les vents contraires associés à l'état de ses navires les plus éprouvés l'empêchent de rentrer rapidement dans le golfe de Gascogne et elle se fait repérer. Le vice admiral Calder, qui montait la garde devant Rochefort et le Ferrol, a appris le retour du Français, et le 22 juillet, il a rassemblé sa flotte de quinze vaisseaux pour l'attendre au cap Finisterre. Les deux flottes s'affrontent au nord du cap lors de la bataille « des quinze-vingt » ou bataille du cap Finisterre, le 22. Malgré leur infériorité numérique, les Britanniques capturent deux navires espagnols avant que le brouillard ne sépare les flottes. Le lendemain, Villeneuve ne profite pas de l'avantage du vent pour attaquer à nouveau la flotte de Calder ; après une brève escale en baie de Vigo où il laisse ses malades et quelques navires en mauvais état, il se réfugie à La Corogne, à proximité du Ferrol le 1er août. Les ordres de Napoléon qui l'attendent sont clairs : voguer au nord, vers Brest. Villeneuve apprend aussi qu'une escadre française de cinq vaisseaux (avec entre autres le puissant Majestueux de 118 canons) et 3 frégates, sous le commandement du capitaine de vaisseau Zacharie Allemand, se dirige à l'entrée du golfe de Gascogne pour se joindre à sa propre flotte. Cette escadre, partie de Rochefort le 17 juillet, se dirige vers un premier point de rendez-vous situé au large du Ferrol et y croise effectivement du 29 juillet au 3 août. Ne voyant pas arriver l'escadre de Villeneuve qui, il l'ignore, vient d'affronter Calder le 22 juillet et s'est repliée sur le Ferrol, Allemand finit par revenir vers le Sud de la Bretagne, Penmarc'h, second lieu prévu de rendez-vous, et y croise du 6 au 11 août.
Pendant ce temps, Villeneuve tente aussi d'établir le contact. Il détache une frégate, la Didon, à la recherche d'Allemand, mais elle est capturée par la frégate britannique Phénix. Le 13 août, Villeneuve quitte enfin La Corogne, met le cap sur Brest, où il doit faire sa jonction avec l'escadre de Ganteaume pendant qu'Allemand redescend vers l'Espagne, toujours à la recherche de Villeneuve. Le 14 août, les journaux de bord des deux flottes permettent de conclure qu'elles se sont aperçues ; mais pensant être tombé sur une flotte britannique très supérieure en nombre, Allemand se dérobe aussitôt. Quant à Villeneuve, il ne cherche pas à reconnaître cette flotte, les Britanniques ayant réussi à le convaincre qu'une de leurs escadres, forte de 25 vaisseaux, descendait vers Vigo.
Il est vraisemblable que Villeneuve ait cru la rumeur qui circulait sur la présence d'une importante force navale britannique dans le golfe de Gascogne, qu'il redoute d'avoir à affronter avec des navires éprouvés et des équipages épuisés et malades. De fait, mais seulement le 15 août, Cornwallis a pris la lourde décision de détacher vingt de ses vaisseaux pour renforcer Calder contre Villeneuve, ce qui ne lui en laisse que onze pour garder la Manche. Villeneuve fait ainsi mettre les voiles pour Cadix où sa flotte arrive le 21.

### Retour à Cadix
Cependant, entre-temps, la donne militaire pour la France a changé. Considérant la menace des troupes autrichiennes et russes aux frontières de l'est et sans nouvelles de sa flotte, Napoléon Ier a mis en route les corps d'armée rassemblés au camp de Boulogne le 26 août, à marche forcée, pour un grand mouvement stratégique vers l'est qui les mène vers l'Europe centrale et Austerlitz.
Nelson, revenu au Royaume-Uni après deux ans en mer, est chargé de commander une nouvelle flotte qui a pour mission de surveiller l'escadre franco-espagnole retranchée dans Cadix où elle s'est renforcée des navires français qui se trouvaient au Ferrol et de navires espagnols armés à Cadix. Retardé par les réparations du HMS Victory, Nelson ne prend la mer que le 15 septembre et rejoint sa flotte le 29. Il ne place devant Cadix qu'une flottille de frégates sous les ordres du captain Blackwood. Ses navires de ligne, eux, attendent hors de vue à environ 50 milles de là. Il doit détacher six d'entre eux du 2 au 15 octobre, pour aller chercher du ravitaillement à Gibraltar ; de plus, le HMS Prince of Wales a quitté la flotte pour ramener Calder au Royaume-Uni, où ce dernier doit répondre de son manque d'audace du 23 juillet.

### Napoléon ordonne le combat coûte que coûte

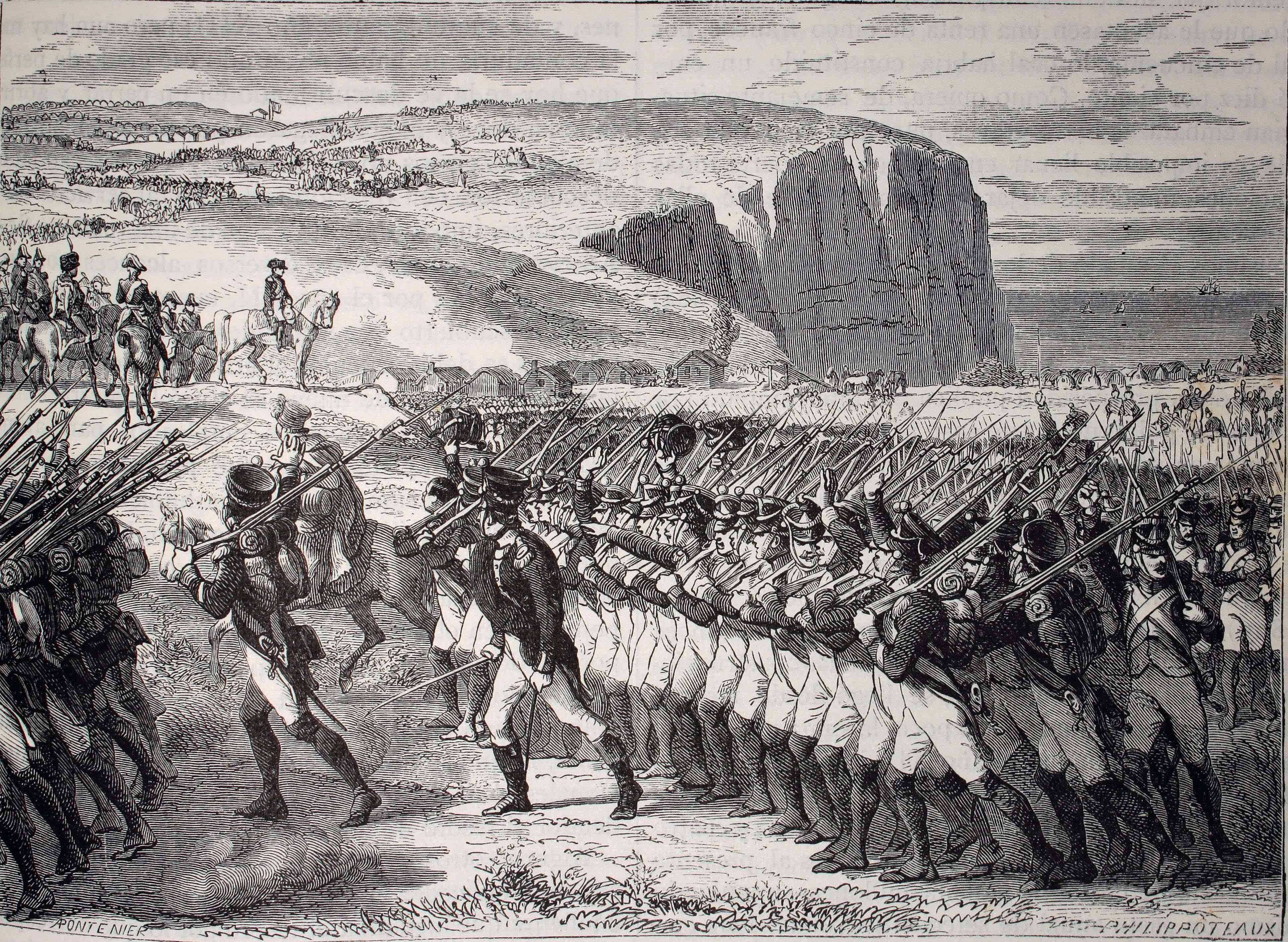
La Grande armée quitte le camp de Boulogne en août 1805 pour s'engager dans la campagne d'Allemagne. Gravure de lHistoire du Consulat et de l'Empire d'Adolphe Thiers, 1879.

Napoléon, exaspéré par les piètres résultats de la campagne de Villeneuve, veut reprendre l'ascendant moral coûte que coûte. Le 1er septembre 1805, alors qu'il est encore à Boulogne et sur le point de partir pour l'Allemagne, il dicte à Decrès un ordre catégorique : Villeneuve doit prendre la mer avec les 36 vaisseaux dont il dispose,« dominer sur les côtes d'Andalousie et sur le détroit », rallier les huit vaisseaux espagnols immobilisés à Carthagène, et surtout chercher le combat sans se laisser effrayer par les forces ennemies :
« Sa Majesté veut éteindre cet esprit de circonspection qu'elle reproche à sa marine, ce système de défensive qui tue l'audace et qui double celle de l'ennemi. Cette audace, elle la veut dans tous ses amiraux, ses capitaines, officiers et marins, et, quelle que soit l'issue, elle promet sa considération et ses grâces à ceux qui sauront la porter à l'excès, ne pas hésiter à attaquer des forces supérieures ou égales mêmes, et avoir avec elles des combats d'extermination, voilà ce que veut Sa Majesté, elle compte pour rien la perte de ses vaisseaux, si elle les perd avec gloire ; elle ne veut plus que ses escadres soient bloquées par un ennemi inférieur, et s'il se présente de cette manière devant Cadix, elle vous recommande et vous ordonne de ne pas hésiter à l'attaquer. »
Napoléon, qui a perdu toute confiance en Villeneuve, songe à lui donner un remplaçant. La plupart des amiraux sont au loin ou incapables de servir en mer. Le 14 septembre, il dicte à Decrès de nouvelles instructions : Villeneuve doit sortir de Cadix avec la flotte franco-espagnole, prendre avec lui l'escadre de Carthagène, débarquer des troupes à Naples et « y rester le temps nécessaire pour faire du mal à l'ennemi avant de rentrer à Toulon pour se ravitailler et se réparer ». Napoléon est certain que Villeneuve n'osera pas remplir cet ordre et qu'il n'y aura qu'à le remplacer par son successeur désigné, le vice-amiral Rosily.
À cette date, le royaume de Naples et Sicile est théoriquement neutre car le roi Ferdinand a signé avec la France, le 21 septembre 1805, un traité de neutralité où il s'engage à ne faire appel à aucune force étrangère ou prendre à son service aucun général britannique, autrichien, russe ou émigré français. Cependant, son épouse, la reine Marie-Caroline, négocie en sous-main pour provoquer une intervention des troupes britanniques, basées à Malte, et des troupes russes, basées à Corfou, mais ce projet ne se concrétisera qu'après Trafalgar.

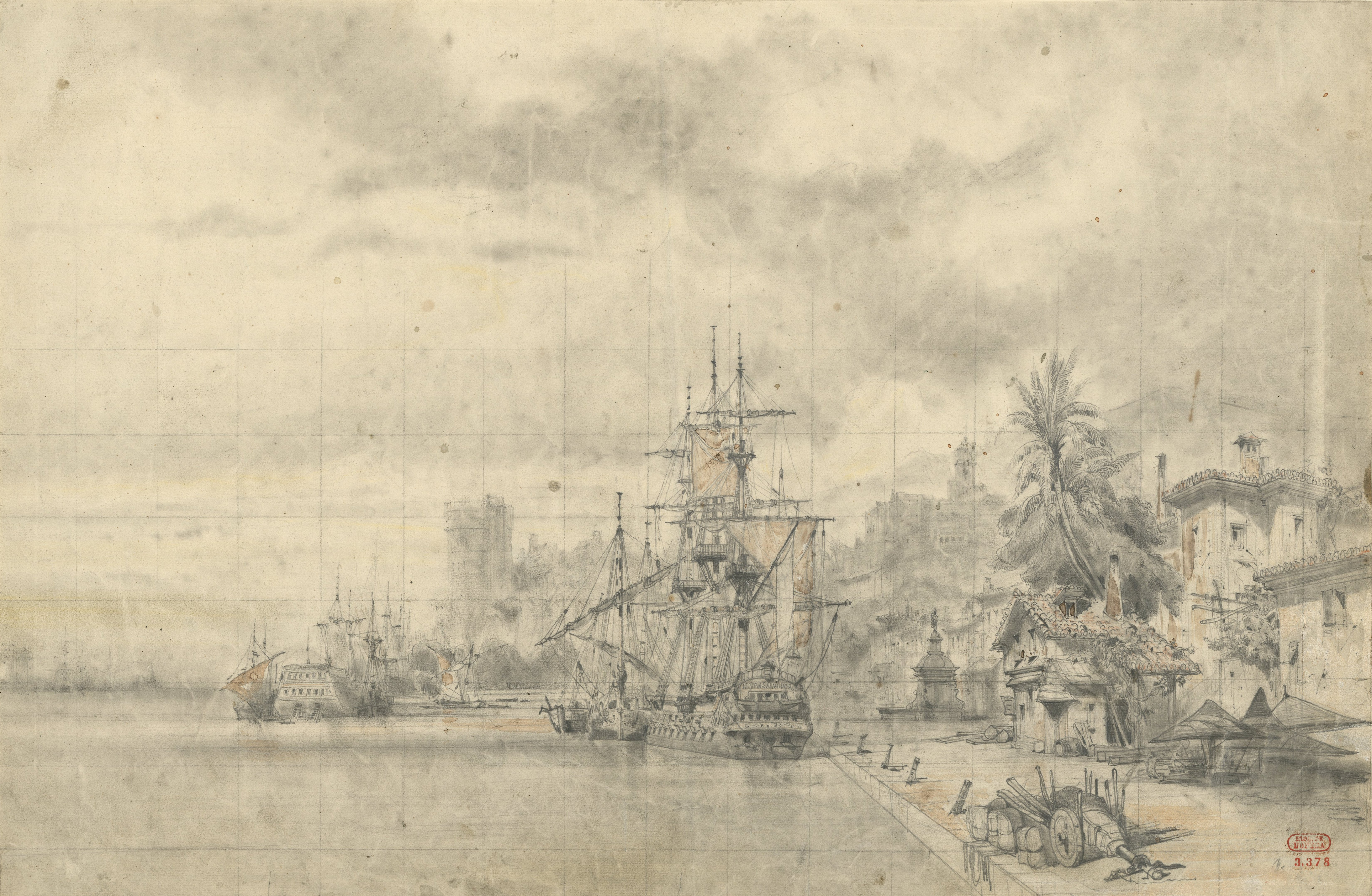
Le port de Cadix au début du XIX. Gravure de Charles-Antoine Cambon (1802-1875).

L'ordre de partir pour une expédition à Naples arrive à Cadix le 28 septembre. Villeneuve se dit prêt à l'exécuter et organise l'embarquement des troupes. À l'annonce d'un combat inévitable, il semble retrouver le moral et adresse un ordre du jour à ses hommes : « L'armée doit voir avec satisfaction l'occasion qui lui est offerte de déployer ce caractère et cette audace qui doit assurer ses succès, venger les injures faites à son pavillon et abattre la tyrannique domination de l'Angleterre sur les mers ». Cependant, il doit constater un déficit d'hommes : il manque 2 207 marins aux équipages et si les soldats embarqués peuvent les suppléer au combat, ils ne sont pas formés aux manœuvres de mer. Les officiers consultés redoutent les conséquences possibles d'un départ dans ces conditions. Le 7 octobre, le vent de nord-est est favorable à une sortie et Villeneuve convoque une réunion des commandants.
Le 8 octobre, à bord du Bucentaure, Gravina et le contre-amiral Antonio de Escaño recommandent de passer l'hiver dans la baie de Cadix, ce qui obligerait Nelson à un blocus hivernal risqué. Les Espagnols rappellent que trois de leurs vaisseaux, les Santa Ana, Rayo et San Justo, récemment armés, ne sont guère en état de combattre. Du côté français, le contre-amiral Magon est favorable à une sortie immédiate mais d'autres officiers sont plus réservés.
Le 10 octobre, le ministre Godoy envoie l'ordre à l'escadre de Salcedo de quitter Carthagène pour se joindre à la flotte de Cadix : le message arrivera trop tard pour qu'elle puisse participer à la bataille.
C'est à l'annonce de l'arrivée à Madrid, le 18 octobre, de son remplaçant Rosily, ajoutée au rapport de ses vigies signalant le départ de six vaisseaux britanniques partis se ravitailler du côté de Gibraltar, que Villeneuve se décide. Le 20 octobre, soudainement partisan du départ après avoir ordonné une rapide préparation de ses navires, il quitte le port et, ordonnant sa flotte en trois colonnes, la dirige vers le détroit de Gibraltar. Le soir même, l’Achille signale dix-huit navires britanniques à leur poursuite dans le nord-ouest. Durant la nuit, craignant d'être coupé de Cadix, Villeneuve fait virer lof pour lof et commande à sa flotte de se former sur une ligne de bataille et de se préparer au combat. Le vent est faible, du suroit, seule une ample houle laisse présager la tempête qui s'annonce à l'horizon. Les flottes convergent l'une vers l'autre, et vont se croiser le 29 vendémiaire an XIV (21 octobre 1805) en milieu de journée, un peu au sud-est du cap Trafalgar.

## La bataille

### Un message de Nelson devenu célèbre

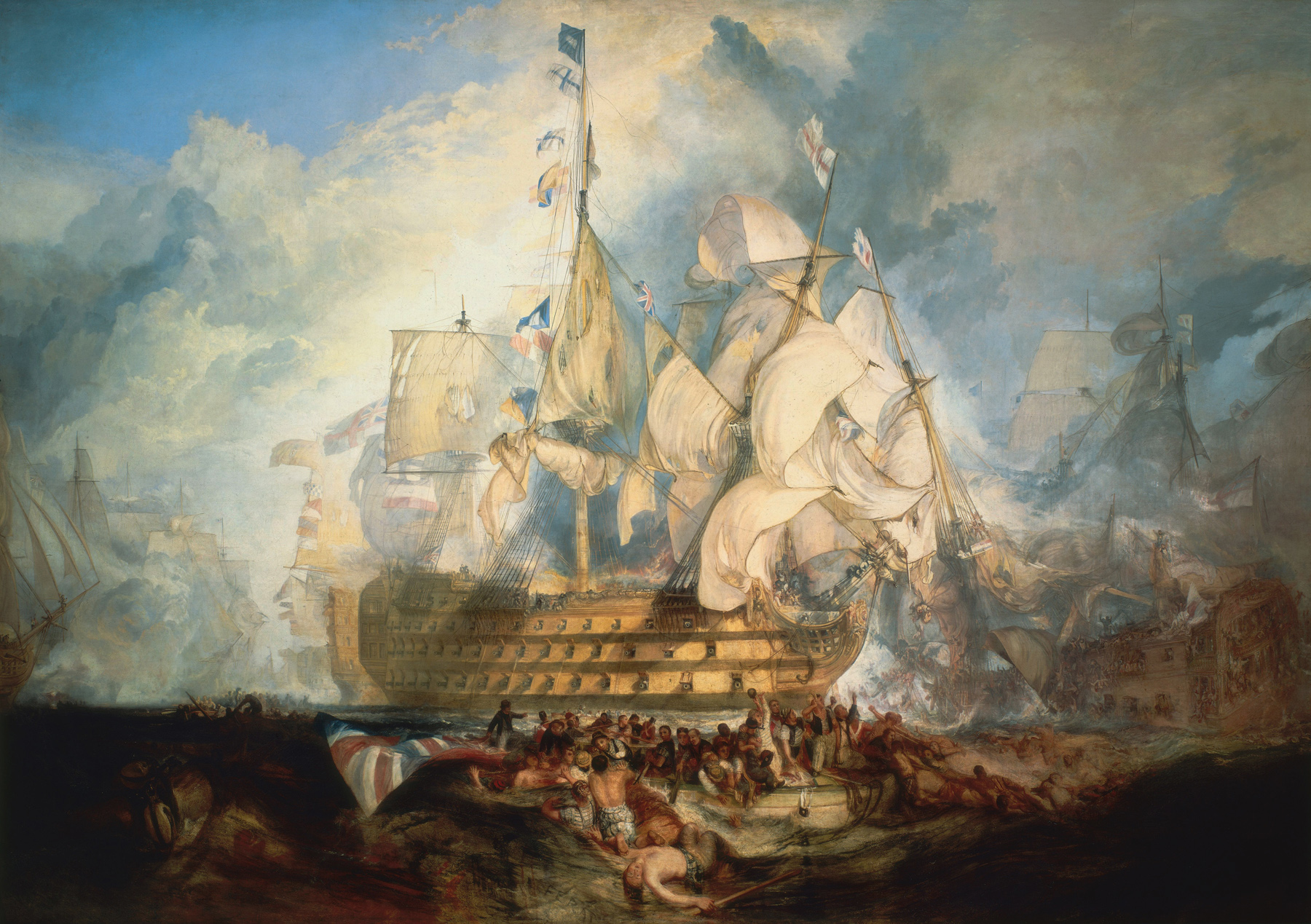
Turner, La Bataille de Trafalgar montre les trois dernières lettres du célèbre pavillon « England expects that every man will do his duty » sur le.

le fameux signal de l'amiral Nelson.

Alors que les flottes vont croiser leur route, Nelson, pour galvaniser ses hommes, fait hisser par pavillons un message qui deviendra historique : « England expects that every man will do his duty » (« L'Angleterre attend de chacun qu'il fasse son devoir »). L'appel de Nelson est resté célèbre dans le vocabulaire anglo-saxon bien après la victoire qui lui coûtera la vie.

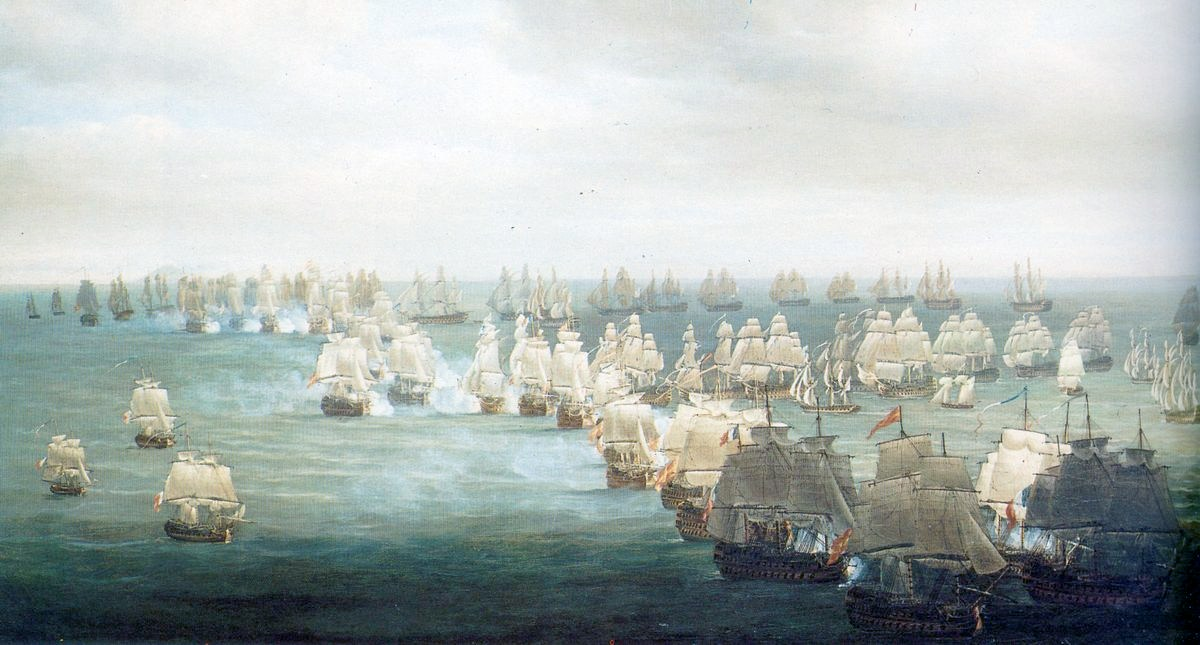
Nicholas Pocock, La bataille de Trafalgar, situation à 13 h.

### Le plan général de Nelson

Les deux colonnes britanniques (en rouge) cassent la colonne franco-espagnole à angle droit.

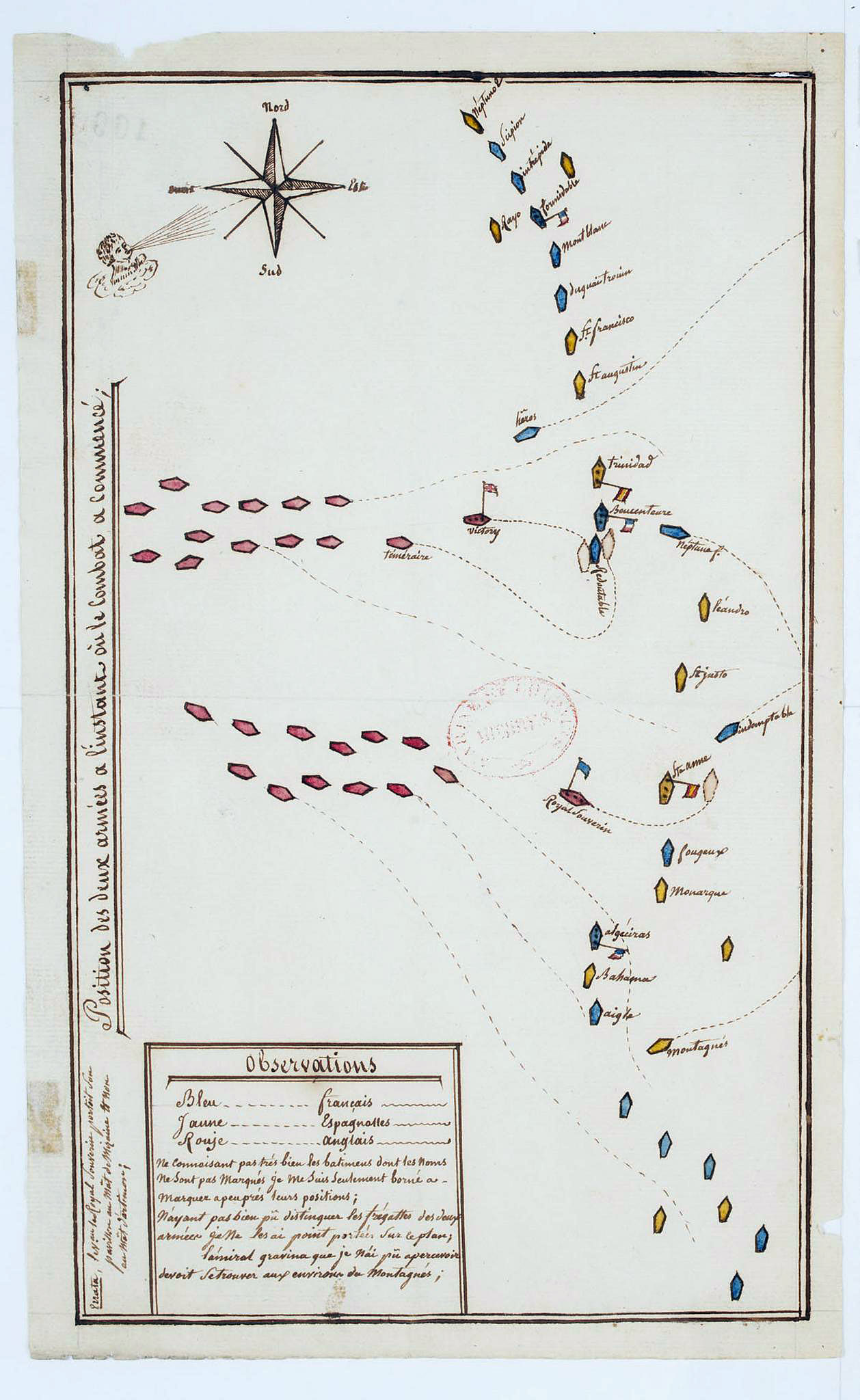
Plan de la bataille de Trafalgar datant du 2 janvier 1806 et envoyé au ministre de la Marine et des colonies. Archives nationales AE/III/230.

L'ampleur de la victoire de l'amiral Nelson tient à sa manœuvre, consistant en un renversement de la tactique habituelle de combat en mer, bien que le bailli de Suffren et l'amiral Rodney en furent les premiers exécutants. Au XVIIIe siècle, lorsque deux flottes s'affrontaient, elles se disposaient en deux longues files perpendiculaires au vent (d'où le terme de vaisseau de ligne), et naviguaient l'une vers l'autre. Elles remontaient toutes deux lentement le vent et en se croisant, elles se canonnaient. Les deux flottes faisaient généralement demi-tour pour un deuxième passage face à face. La victoire tenait surtout au nombre de canons disponibles, à la rapidité de manœuvre des équipages et à la coordination entre les différentes unités de la flotte mais l'issue d'une bataille était rarement décisive, et les pertes en vaisseaux étaient faibles.
À Trafalgar, la manœuvre risquée de Nelson cherche au contraire la destruction totale de son ennemi en tronçonnant sa flotte et en poussant à un engagement général à courte portée (« pêle-mêle »). Nelson se trouve face à une flotte franco-espagnole qui, bien que supérieure en nombre, est très inférieure qualitativement à la sienne, tant en matériel qu'en équipage. Les vaisseaux espagnols sont anciens, les vaisseaux français cependant plus récents possédaient souvent des équipages trop peu entraînés. La flotte britannique est au contraire de très bonne qualité. Les équipages sont remarquablement entraînés et possèdent un très bon moral. Un des très grands avantages de Nelson est de pouvoir compter sur un corps de capitaines exceptionnellement compétents, expérimentés et complètement dévoués.
Les vaisseaux de la Royal Navy disposent, outre leur artillerie classique, de très gros canons à âme courte, appelés caronades, de faible portée mais faciles à utiliser, qui peuvent cribler de mitraille les équipages adverses à courte distance. Cette arme va montrer sa très grande efficacité durant la bataille. Du côté des coalisés, les caronades sont peu utilisées. Nelson dispose en outre de sept vaisseaux à trois ponts qui dominent de leur taille les deux-ponts adverses. Du côté de la flotte coalisée, les Espagnols alignent quatre vaisseaux à trois ponts et les Français aucun. En revanche, on relève dans la flotte française plusieurs vaisseaux à quatre-vingts canons dont le poids de la bordée égale voire dépasse celles des plus gros vaisseaux britanniques. Nelson, qui se trouve en infériorité numérique, décide alors de bousculer les habitudes.
Au lieu d'orienter sa flotte perpendiculairement au vent, il la place vent arrière. Malgré la faiblesse du vent qui rend l'approche très longue, il prend l'avantage décisif du vent qui lui permet de manœuvrer, même si, dans cette situation, les coups de canons au but sont plus difficiles. Nelson mise ainsi sur une variable relativement aléatoire, et compte sur ses marins aguerris aux joutes navales, notamment son artillerie, face à des Français et des Espagnols moins talentueux au tir de précision et au rechargement. Nelson articule son escadre en deux colonnes : celle du sud conduite par le vice-amiral Collingwood et celle du Nord par Nelson lui-même.
Nelson coupe la ligne adverse à angle droit un peu en avant de son milieu et empêche l'avant-garde de secourir le reste de la flotte franco-espagnole. Celle dirigée par Collingwood submerge l'arrière-garde.

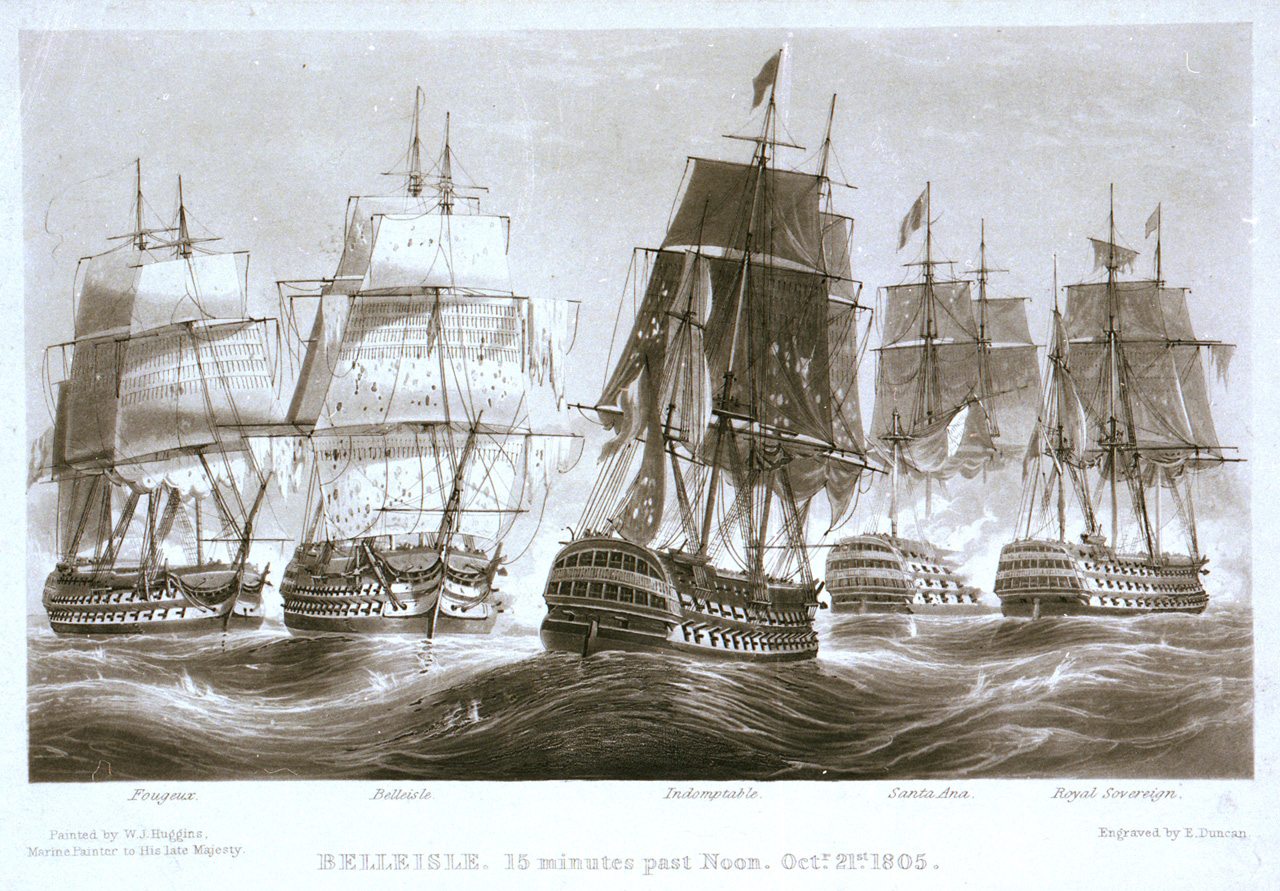
L’Indomptable au centre, à bâbord le Fougueux vient sur le HMS Belle Isle, cependant qu'à tribord la fait feu sur le.

 Touchant durement l'adversaire en coupant sa ligne, la flotte de Nelson écrase méthodiquement les vaisseaux désorganisés du centre et de l'arrière des Franco-Espagnols.

### La manœuvre contestée de Villeneuve
Contrairement à une théorie répandue sur cette bataille, Villeneuve, comme tous ses capitaines, s'attend tout à fait à cette tactique de Nelson. Il a étudié de longue date comment Nelson a procédé antérieurement : percement ou encerclement de la ligne ennemie pour ensuite concentrer plusieurs vaisseaux contre un seul, le liquider et passer ensuite au suivant. Ce système est possible avec un adversaire moins habile et moins mobile, ce qui fut souvent le cas, comme à la bataille du cap Saint-Vincent, à celle d'Aboukir, ou à la bataille de Copenhague...
Contrairement à ce qui est souvent écrit, Villeneuve ne s’en tint pas a priori à la classique formation en ligne unique, dont il sait, depuis 1802, qu'elle vaut à la flotte française défaite sur défaite, en raison de l’infériorité des artilleurs (qui tirent moins vite et moins juste), qui rend l’issue des combats assez prévisible, quelle que soit l’habileté des plans et manœuvres préalables. Villeneuve, entouré du vice-amiral espagnol Gravina, du contre-amiral Magon, et de quelques-uns de ses meilleurs capitaines, a largement le temps d'élaborer à Cadix une stratégie pour faire face à l'éventualité, hautement probable, d'une attaque de coupure de ligne ou d'encerclement en long de ligne.
Ainsi, il a été choisi, semble-t-il, de faire naviguer la majeure partie de la flotte sur une ligne continue, avec notamment les navires les plus lents, comme l'antique Santísima Trinidad, sur une ligne imposante de plus de 20 vaisseaux, pour attirer l'attaque de l'amiral britannique et masquer le plus longtemps possible une escadre dite « légère », placée sous les ordres de l'amiral Gravina et constituée des navires les plus maneuvrants et des équipages les plus combatifs.
Cette colonne devrait naviguer de conserve et se placer en retrait sous le vent de l'escadre principale. Elle aurait aligné, entre autres, Le Pluton du bouillant capitaine Cosmao-Kerjulien, L’Algésiras du contre-amiral Magon, en compagnie des meilleures unités espagnoles telles le San Juan Nepomuceno, de Churruca, l’Argonauta, le Montañés et le Príncipe de Asturias, de l'amiral Gravina, chargé de commander cette escadre de soutien. Placée en retrait de la flotte principale, elle aurait dû converger immédiatement vers le point de rencontre entre la flotte principale et les colonnes britanniques, pour renverser le surnombre attendu par Nelson et ses commandants, et pour éviter ainsi le débordement des unités coalisées.

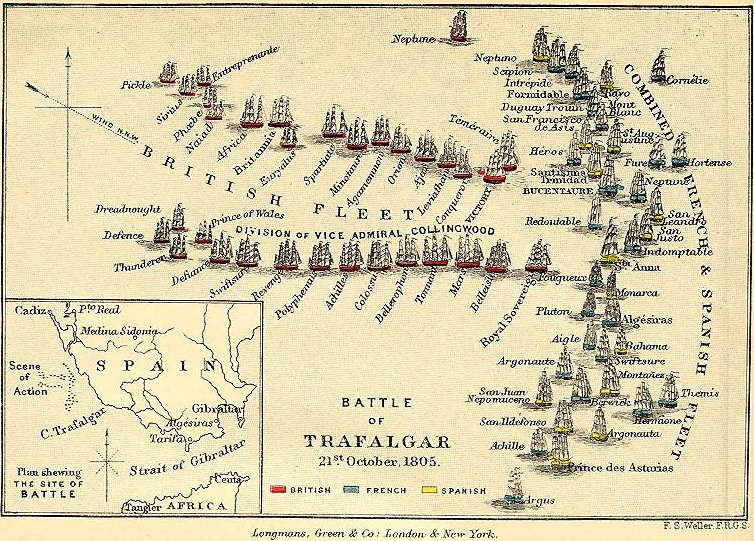
Représentation d'époque de la bataille : les navires britanniques sont en rouge, les français en vert et les espagnols en jaune. Le navire britannique le plus au nord est l' et non le.

Mais, ballotée par l'ample houle de suroît, la flotte coalisée est trop hétéroclite pour naviguer de conserve et se révèle incapable de maintenir sa ligne de bataille principale de façon continue : l'escadre de soutien de Gravina en est réduite à jouer le rôle d'arrière-garde en restant dans la ligne. C'est donc sous l'apparence d'une seule ligne de bataille que la flotte franco-espagnole apparaîtra aux yeux des Britanniques, à qui reviendra l'honneur d'écrire l'histoire de ce 21 octobre 1805. C'est ainsi que l'infortuné Pierre Charles de Villeneuve, commandant de la plus puissante flotte rassemblée dans l'Atlantique au début du XIXe siècle, sera déclaré principal responsable du désastre naval de la flotte de Napoléon au large du cap Trafalgar, et sera tenu pour responsable d'une des plus énormes erreurs de stratégie de l'histoire navale.
C'est donc vers une flotte approximativement formée sur une longue et unique ligne que foncent, poussées par le vent arrière, les escadres de Collingwood et de Nelson. Cette tactique présente toutefois un inconvénient : avant de pouvoir transpercer les lignes franco-espagnoles, les navires de tête britanniques sont canonnés sans pouvoir riposter. Nelson compte sur la lenteur et la médiocre précision de tir des canonniers français et espagnols. Dès que l'ennemi est à portée, la meilleure qualité de tir de ses propres canonniers et l'adresse de ses équipages permettent de renverser l'infériorité numérique relative. Les lignes ennemies étant désorganisées et prises en tenaille par les Britanniques, il n'est plus difficile pour Nelson d'anéantir les navires de la flotte franco-espagnole.

### LeRedoutablecontre le HMSVictory

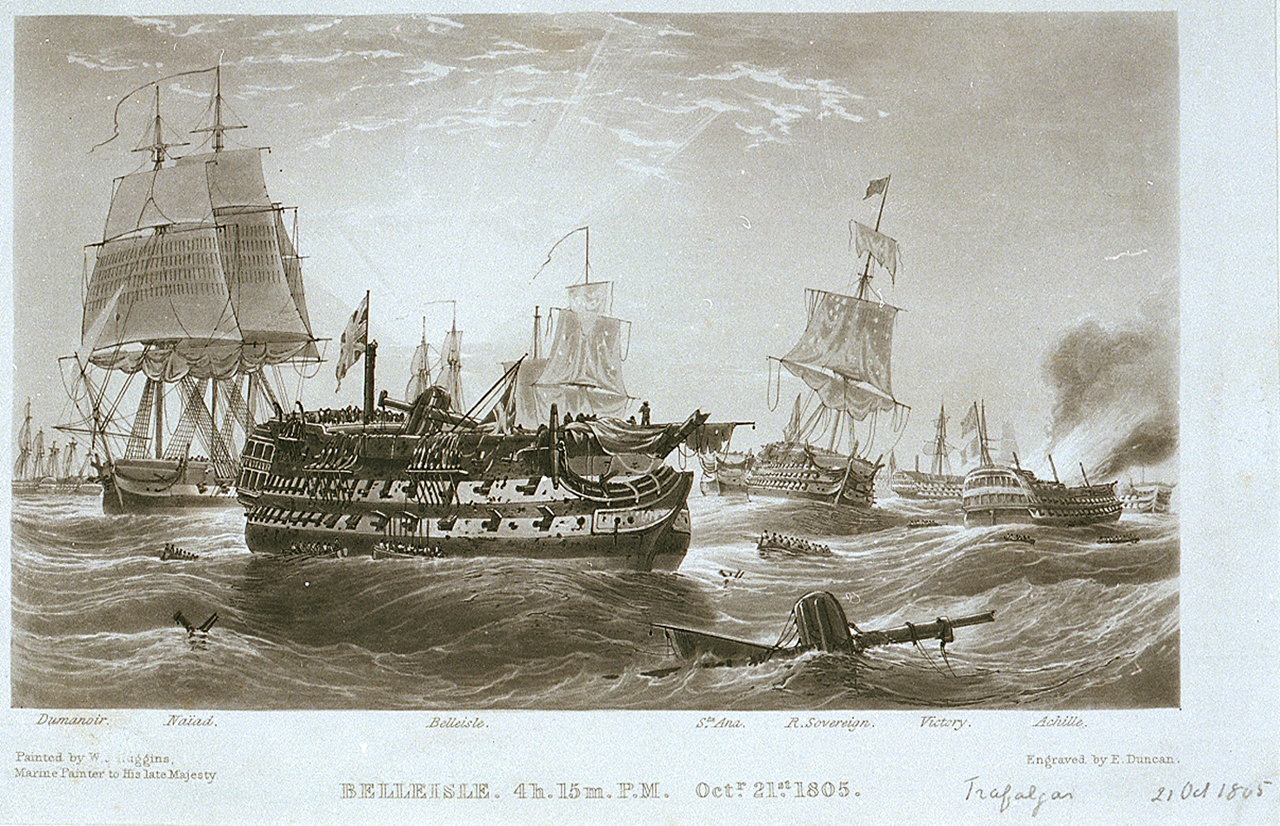
Les flottes en pièces à : le HMS Belle Isle au premier plan, derrière à gauche la frégate HMS Naïad, à droite avec un seul mât HMS Royal Sovereign, à droite rasé et en feu l’Achille, derrière au fond le HMS Victory.

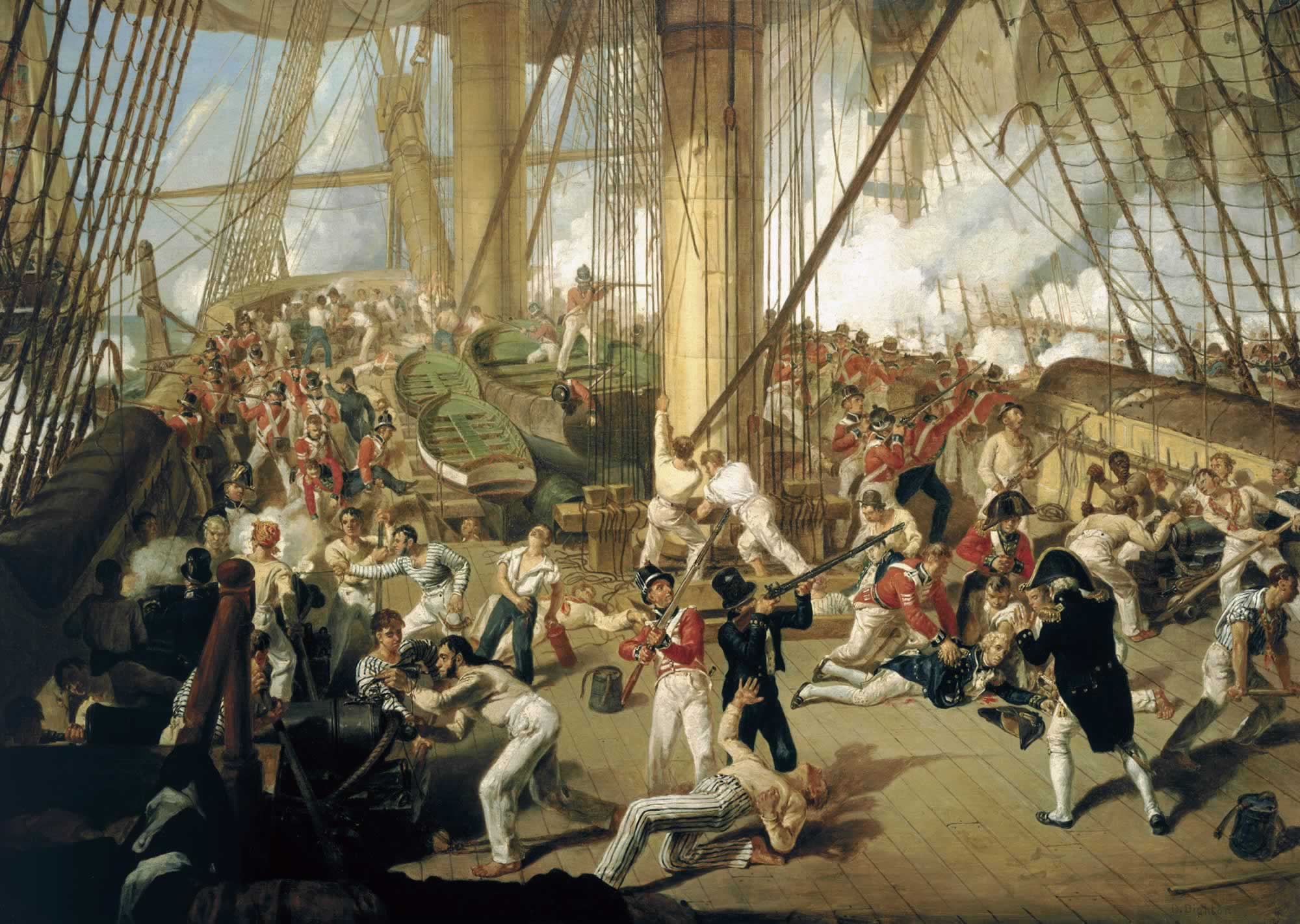
Mort de Nelson sur le pont du HMS Victory.

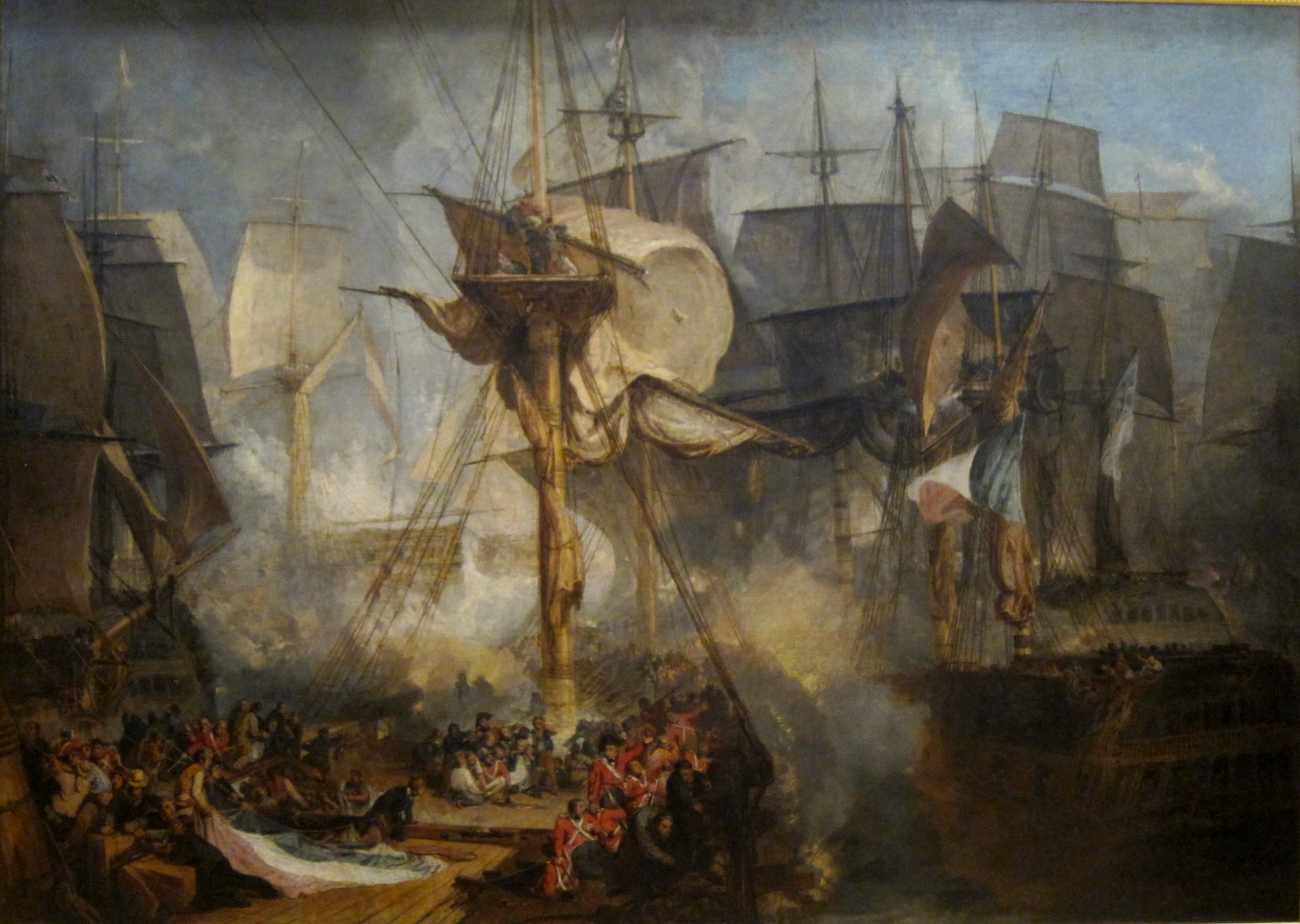
Au cœur de la bataille, par William Turner (1806-1808).

Le combat entre ces deux navires est épique à plus d'un titre. Le Redoutable, commandé par le capitaine Lucas, est l'un des rares vaisseaux de la flotte franco-espagnole d'une bonne valeur combattante. Un de ses atouts est d'embarquer un surplus d'infanterie de ligne. Le HMS Victory à la tête de la première colonne cherche à percer la ligne franco-espagnole et surtout à affronter directement le Bucentaure, vaisseau amiral de Villeneuve. Celui-ci est protégé à l'avant par le puissant Santisima Trinidad (de 130 canons) et à l'arrière par Le Redoutable. Mais, derrière ces vaisseaux sur lesquels fond le HMS Victory de Nelson, la ligne franco-espagnole est peu ordonnée et discontinue, quatre navires s'étant laissés déporter sous le vent. Aussi, le capitaine du HMS Victory s'engage juste derrière le Bucentaure. Au passage sous sa poupe, il tire à bout portant sa bordée de 50 coups de canons qui ravage le pont du navire et les batteries supérieures, fait voler en éclats le gaillard arrière, sème mort et désolation sur le pont intermédiaire, et met en pièces une partie du gréement. Le coup est terrible pour le vaisseau de Villeneuve, déjà en détresse. C'est alors que Le Redoutable du capitaine Lucas s'engage contre le HMS Victory. Un combat de mousqueterie commence et le Redoutable prend rapidement le dessus. En quinze minutes, le HMS Victory est réduit au silence. L'amiral Nelson est mortellement blessé durant cet affrontement. Lucas ordonne de préparer l'abordage et fait monter ses compagnies d'assaut sur le pont.

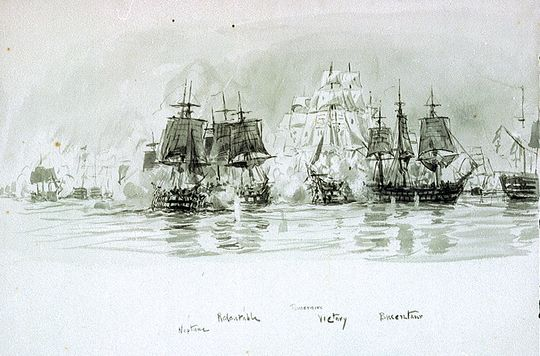
Au cœur de la bataille, suite, par William Lionel Wyllie.

Cependant, il est difficile d'escalader les bords du navire britannique à cause de sa taille plus importante et du mouvement des bateaux. Les deux navires dérivent sous le vent, ce qui ouvre le passage à la poupe du Bucentaure pour le reste de la colonne britannique. Le HMS Temeraire profite alors d'un mauvais choix tactique du Neptune pour passer et engager Le Redoutable. Ses canonnades ravagent le pont, anéantissant les compagnies d'abordage et réduisant à néant les efforts de l'équipage pour s'emparer du HMS Victory, tandis qu'arrive le reste de la colonne de Nelson.
C'est au tour de la Santísima Trinidad d'être aux prises avec la tête d'escadre de Nelson.
En milieu d'après-midi, la situation au centre de la bataille est la suivante : les huit vaisseaux de l'avant-garde commandée par Dumanoir ont tardé à virer malgré les signaux de Villeneuve, et ils n'ont esquissé qu'un semblant de contre-attaque. Derrière le Bucentaure, deux vaisseaux espagnols, tombés sous le vent, ne peuvent intervenir efficacement, et le Neptune est parti secourir le Santa Ana. Le centre de la formation franco-espagnole, qui ne compte plus à ce moment que cinq vaisseaux, est donc écrasé par les douze vaisseaux britanniques de la colonne Nelson. Seul renfort venu de l'avant-garde, L'Intrépide du capitaine Infernet. Ignorant Dumanoir, Infernet se porte au secours du Bucentaure en jetant son navire au cœur de la mêlée pendant que l'escadre de Dumanoir va croiser à distance ne lâchant que quelques bordées inoffensives, et laissant les vaisseaux du centre se débattre à un contre deux dans l'épaisse fumée.
Quant à l'arrière-garde de la ligne franco-espagnole, elle est coupée du centre par la traversée de l'escadre du vice-amiral Collingwood qui, sur son HMS Royal Sovereign, a été le premier à se jeter sur elle, une demi-heure avant l'attaque de Nelson. Malgré l'action vigoureuse de certains navires, dont le Pluton de Cosmao Kerjulien et, malgré la résistance de L'Achille du capitaine Deniéport, ou celle du San Juan Nepomuceno du capitan Don Cosme Churruca, elle succombe progressivement face à l'habileté et à l'efficacité des marins britanniques et, dans ces combats à très courte distance, face à celle des terribles caronades qui sèment la mort et la dévastation sur les ponts, les gaillards et la mâture.
Un à un les vaisseaux submergés amènent leurs couleurs. Le Bucentaure amène son pavillon à 15 h 30, suivi de la Santisima Trinidad. Enfin, juste après le dernier soupir de Nelson à 17 h 30, l'Achille explose. La bataille est finie. Un meilleur commandement, des marins mieux entraînés et les terribles caronades ont fait toute la différence.

## Épilogues

### Fin duBucentaure
Vers 15 h 30, le navire amiral français se rend à l'ennemi avec à son bord l'amiral Villeneuve, miraculeusement indemne alors que le navire est très lourdement endommagé, quasi démâté, et couvert de cadavres et de blessés. Villeneuve monte à bord d'une embarcation du HMS Conqueror et se rend au captain James Atcherly. Le Bucentaure est pris en remorque par le Conqueror. Dans la nuit, le Bucentaure rompt son câble de remorque. Les officiers français encore à bord reprennent le navire aux Britanniques et, malgré l'état du vaisseau, mettent cap sur Cadix en pleine tempête. Au petit matin, alors qu'il est en vue du port, il s'échoue dans la houle, et malgré les tentatives pour l'alléger et le dégager, le navire commence à sombrer. Quelque 450 rescapés trouvent refuge sur L'Indomptable venu au secours. À bord de l’Indomptable se trouvent alors plus de 1 200 hommes (équipage et rescapés du Bucentaure). Durant la soirée du 23 octobre, la tempête rompt ses ancres et le drosse à son tour à la côte. Seuls 150 hommes auront la vie sauve.

### Contre-attaque de Cosmao

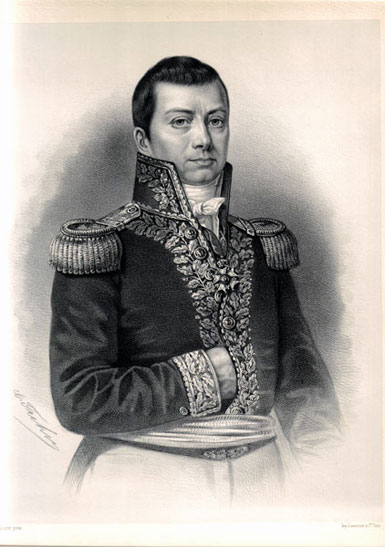
Julien Marie Cosmao-Kerjulien.

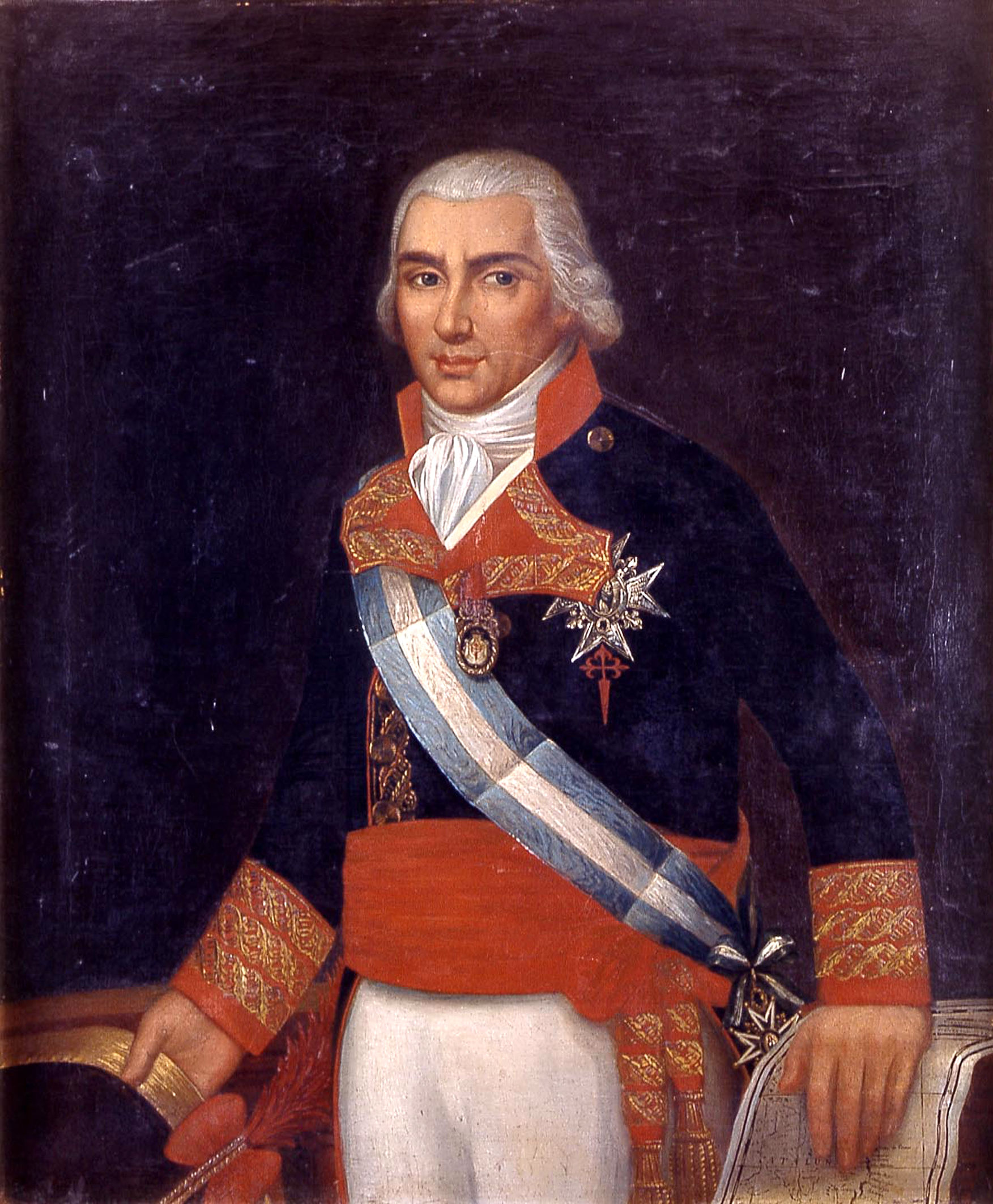
Amiral Federico Carlos Gravina y Nápoli.

Onze vaisseaux espagnols et français, accompagnés des frégates parviennent à regagner Rota, à l'entrée du golfe de Cadix, où l'amiral Gravina, grièvement blessé, transmet le commandement des navires mouillés à Rota au capitaine de vaisseau Julien Cosmao-Kerjulien. Le 23 octobre 1805, la flotte britannique est aperçue à l'horizon, remorquant difficilement les vaisseaux endommagés dont beaucoup de prises françaises ou espagnoles. Cosmao décide d'en profiter. En une demi-journée, il fait réparer le gréement du Pluton, emprunte quelques matelots à la frégate l’Hermione et se porte à la rencontre des vaisseaux britanniques, avec une division composée de six vaisseaux français (Le Pluton, le Neptune, L'Indomptable et le Héros) et espagnols (le Rayo et le San Francisco de Asís), cinq frégates et trois corvettes. La brise est favorable. Les navires alliés ne tardent pas à approcher la flotte britannique, laquelle marche avec une excessive lenteur. Les vaisseaux britanniques, épuisés par la lutte de l'avant-veille, se dérobent à un nouveau combat et abandonnent leurs captures. C'était ce que Cosmao voulait. Il leur enlève la Santa Ana et le Neptuno qui sont ramenées à Rota par les frégates françaises.
Cosmao, apercevant au loin plus de vingt bâtiments, fait rentrer sa division dont l'état ne lui permettait pas de risquer un nouveau combat. Au retour, à l'entrée de Rota, L'Indomptable se perd corps et biens en tentant de sauver l'équipage du Bucentaure.
De son côté, l'amiral Collingwood qui avait hérité du commandement de la flotte à la mort de Nelson, décide de couler ou incendier quatre prises par crainte de nouvelles attaques et du mauvais temps persistant : les espagnols Santísima Trinidad, Argonauta et San Agustín et le français (anciennement espagnol) Intrépide. En définitive, un seul navire capturé à la bataille de Trafalgar sera incorporé à la flotte britannique : l'espagnol San Juan Nepomuceno (renommé HMS San Juan).

### Bataille du cap Ortegal

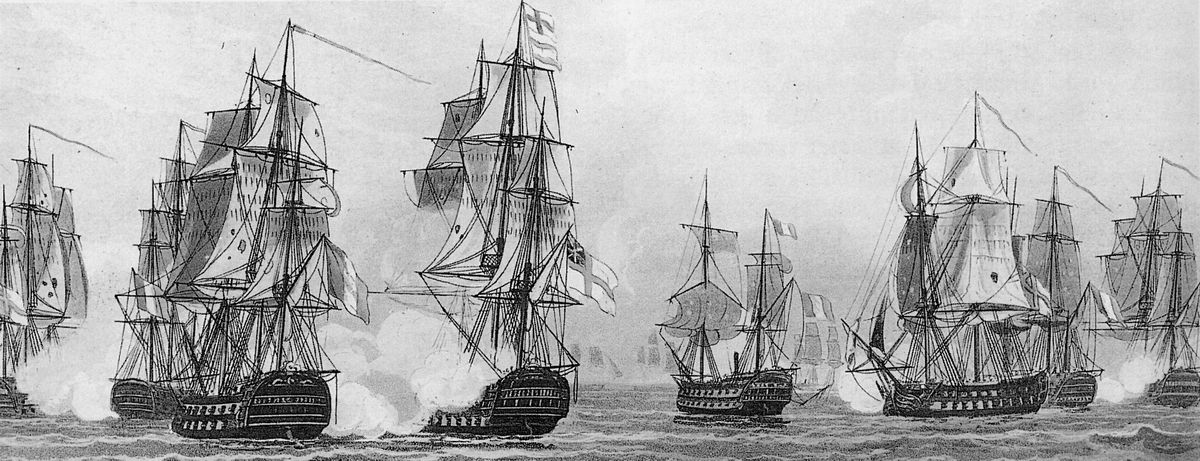
La bataille du cap Ortegal par Thomas Whitcombe.

Ultime épisode. Après Trafalgar, quatre vaisseaux français, qui faisaient partie de l'avant-garde de la flotte coalisée sous le commandement du contre-amiral Dumanoir composent une escadre de fuyards, moralement éprouvés, qui tentent de regagner Brest ou Rochefort.
Elle est interceptée à l'entrée du golfe de Gascogne, le 3 novembre 1805, par une flotte commandée par le commodore Sir Richard Strachan, composée des vaisseaux HMS Caesar, HMS Hero, HMS Courageux, HMS Namur et de quatre frégates. La flotte française est entièrement défaite au large du cap Ortegal, près du Ferrol. Tous les vaisseaux français sont capturés.
Ainsi se clôt ce que les Britanniques ont appelé la campagne de Trafalgar.

## Conséquences

### Pertes

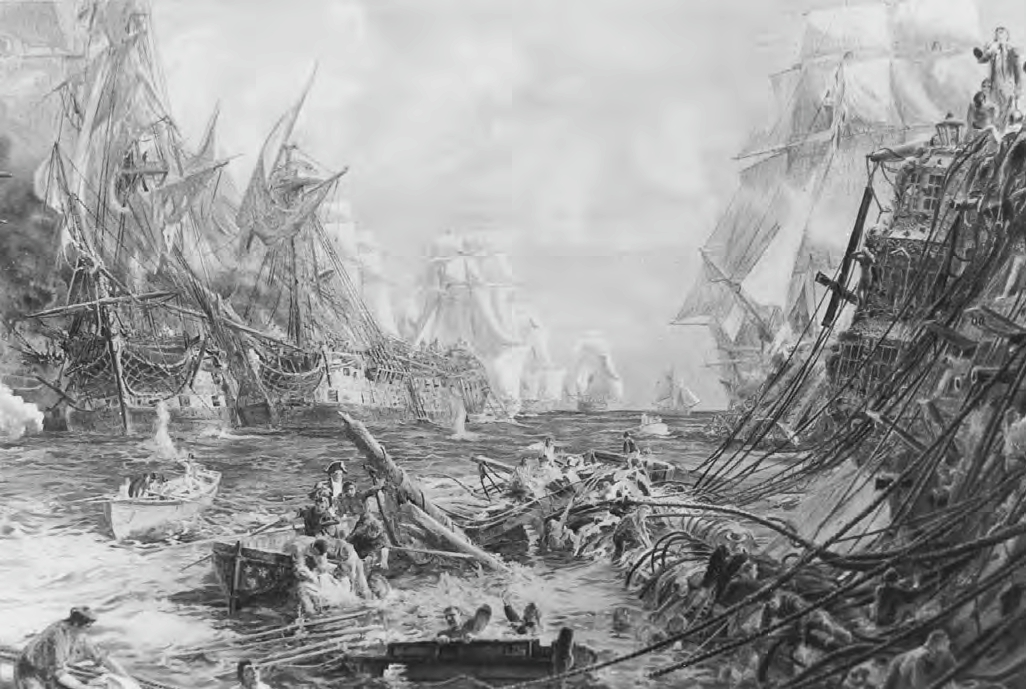
« La victoire écrasante de Nelson sur la flotte combinée franco-espagnole a mis la Grande-Bretagne à l'abri de tout danger d'invasion pour le reste des guerres napoléoniennes. » The Encyclopedia of the French Revolutionary and Napoleonic Wars, gravure de William Lionel Wyllie, 1905.

À Trafalgar et dans ses suites, les Français et les Espagnols perdent au total 23 navires et comptent 4 400 marins tués ou noyés, 2 500 blessés et plus de 7 000 prisonniers. Nelson est mort ainsi que 448 autres marins britanniques mais la victoire britannique est totale. Plusieurs vaisseaux britanniques sont cependant très fortement endommagés (dont le HMS Victory et le Royal Sovereign). La plupart des prises faites par les Britanniques à Trafalgar feront naufrage dans la tempête ou seront sabordées par ceux-ci.
Tous les vaisseaux français réfugiés à Cadix seront saisis par les Espagnols en 1808, au commencement de la guerre d'indépendance espagnole. Ainsi aucun vaisseau français présent à Trafalgar ne naviguera plus sous le pavillon tricolore.
Le dernier survivant de la bataille, Louis André Manuel Cartigny (né à Hyères le 1er septembre 1791), mourut le 21 mars 1892 à Hyères, la reine Victoria qui séjournait dans la ville se fit représenter aux obsèques (à Trafalgar il était, à 14 ans, mousse à bord du Redoutable). D’après Cartigny, c’est un coup de feu parti des haubans du Redoutable qui tua Nelson.

### Conséquences stratégiques

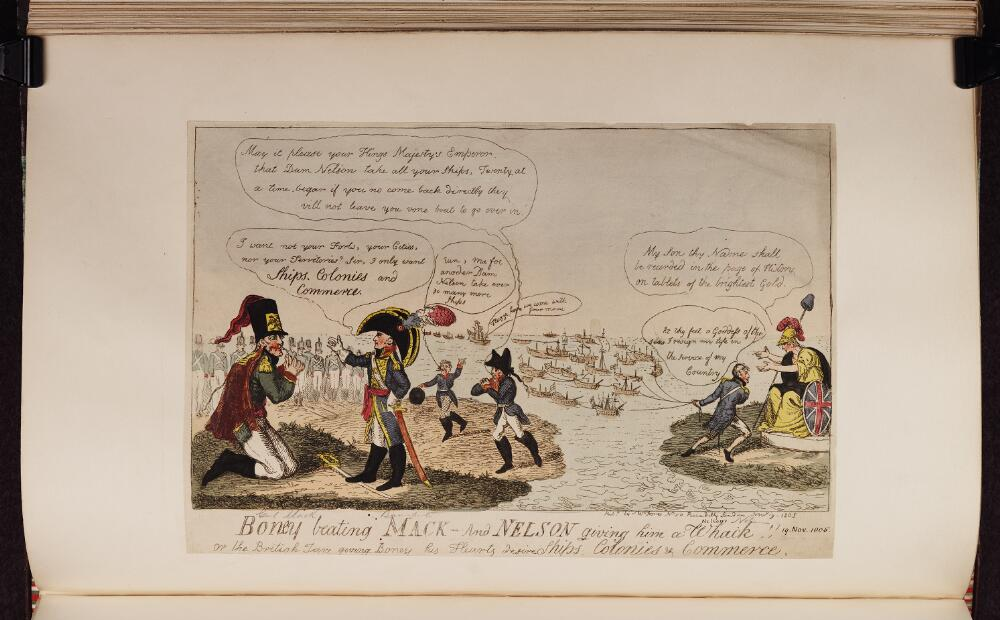
Napoléon battant le général autrichien Mack tandis que Nelson s'empare des vaisseaux, des colonies et du commerce français, caricature britannique d'Isaac Cruikshank, 19 novembre 1805.

À moyen terme, ce désastre n'eut pas d'effet majeur sur la stratégie terrestre puisque Napoléon avait déjà abandonné son projet d'envahir la Grande-Bretagne à la mi-août 1805 pour porter ses efforts vers l'Europe continentale où la campagne d'Allemagne se conclut par la victoire d'Austerlitz (2 décembre 1805). Mais, par leur victoire maritime, les Britanniques confirmèrent définitivement leur suprématie sur les mers. Si, dès avant la bataille, le risque d'une invasion était déjà levé, il disparut totalement à sa suite.

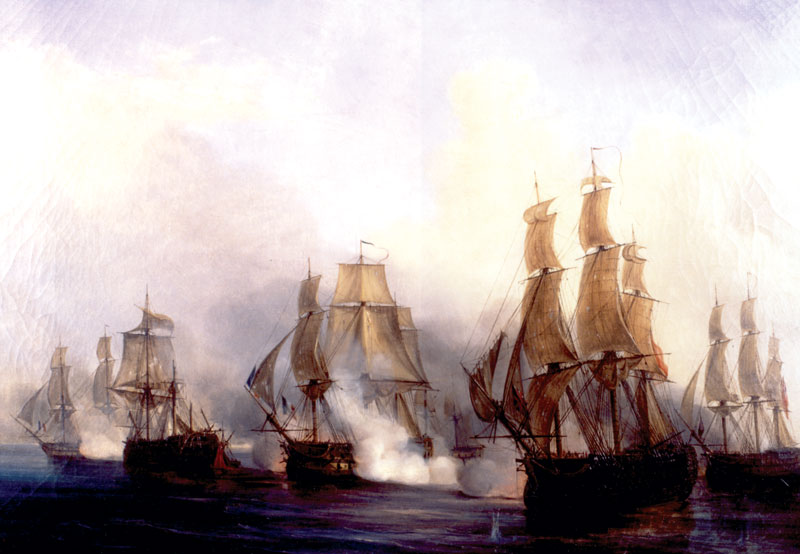
Les vaisseaux français Wagram, lancé en 1810, et Agamemnon, lancé en 1812, affrontant les Britanniques devant Toulon le 5 novembre 1813. Toile d'Auguste Mayer (1805-1890).

La bataille ne mit toutefois pas fin aux opérations navales françaises. Les escadres de l’Empire continuaient à sortir des ports pour effectuer des opérations et ravitailler les colonies. Entre 1805 et 1810, la marine impériale, faisant généralement face à des escadres britanniques supérieures en nombre, perdit presque autant de navires qu’à Trafalgar. Surtout, Napoléon, minimisant l’importance de la défaite de Trafalgar, n’abandonna jamais ses ambitions navales : le grand programme de redressement naval entamé en 1810, mais interrompu dès 1812, effaça les pertes numériques de vaisseaux de ligne en deux ans,. Les pertes humaines furent beaucoup plus difficiles à combler. Selon certains, Trafalgar n’était qu'un épilogue inéluctable depuis la saignée du stock de marins français provoquée par la bataille d'Aboukir (1798).
Trafalgar ne fit que confirmer la suprématie navale du Royaume-Uni, désormais libre de consolider son empire maritime et commercial mondial : malgré le blocus continental, décrété par Napoléon en 1806, le Royaume-Uni, confiante dans la supériorité de la Navy, pourra susciter et financer des coalitions successives jusqu'à la défaite de son adversaire.
En Espagne, le gouvernement et l'opinion s'accordèrent à saluer l'héroïsme des marins ; contrairement à la France, personne ne songea à faire passer les officiers devant une commission d'enquête et tous, vivants ou à titre posthume, furent élevés au grade supérieur par décret royal du 9 novembre 1805. Gravina, mortellement blessé, fut promu capitaine général de l'Armada. Il mourut de ses blessures cinq mois plus tard, entouré d'un deuil public qui contraste singulièrement avec les humiliations infligées à Villeneuve par Napoléon et l'opinion française. Le désastre de Trafalgar contribua à rendre impopulaire la politique pro-française de Godoy et envenimer les relations entre Paris et Madrid. Les Britanniques, cherchant à détacher l'Espagne de l'alliance française, libérèrent aussitôt leurs prisonniers espagnols, qui furent débarqués à Cadix et Algésiras, au contraire des prisonniers français, qui connurent une dure captivité sur les pontons britanniques.
Les navires espagnols et français réfugiés à Cadix restèrent immobilisés par le blocus britannique. Le coût de la campagne de Trafalgar pour le trésor britannique est estimé à un million de livres sterling qui seront rapidement amorties par l'ouverture des colonies espagnoles d'Amérique au commerce britannique. Trafalgar marqua la première étape du démantèlement de l'Empire espagnol : les liaisons entre la métropole et l'Amérique hispanique devenaient aléatoires, les colonies purent s'ouvrir largement au commerce étranger et amorcer un processus d'indépendance qui se développera à la suite de la conquête de l'Espagne par les Français en 1808. L'Espagne possédait encore une flotte importante de 44 vaisseaux et 37 frégates, dont une partie sera évacuée vers La Havane en 1808, notamment les Príncipe de Asturias et Santa Ana, rescapés de Trafalgar, mais, privée de ses ressources coloniales, elle n'avait plus les moyens d'entretenir une marine dont la première raison d'être était la défense de l'empire. L'Armada royale tomba définitivement au rang de puissance maritime secondaire.

## Ordre de bataille

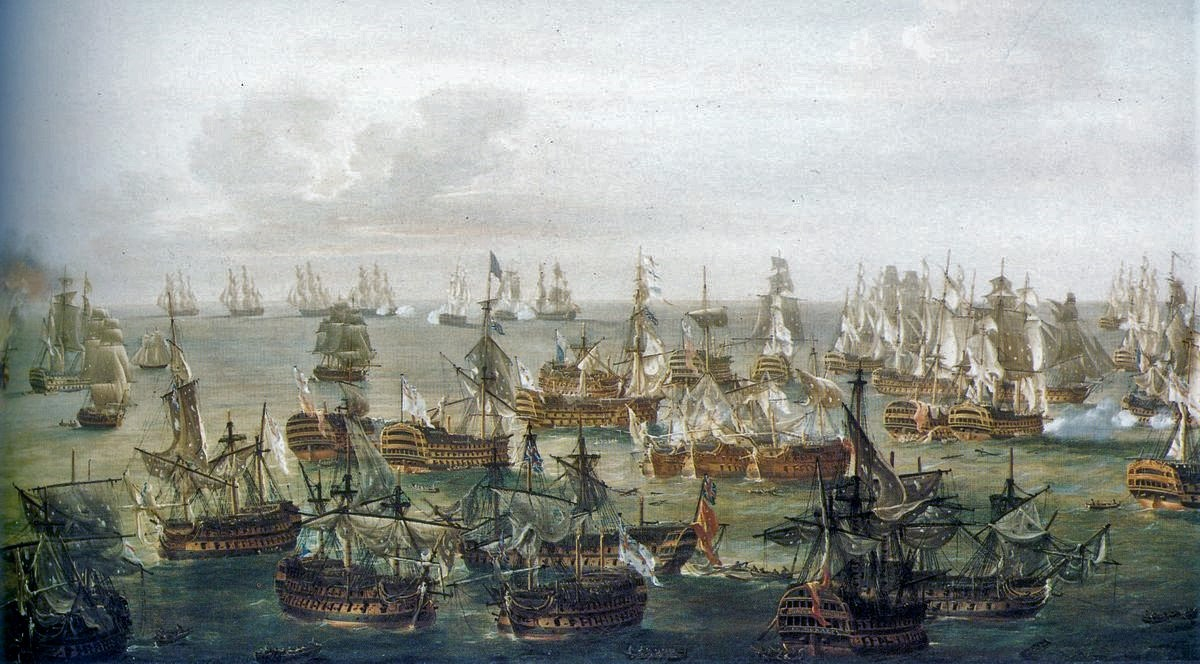
Bataille de Trafalgar, situation à 17 h 00.

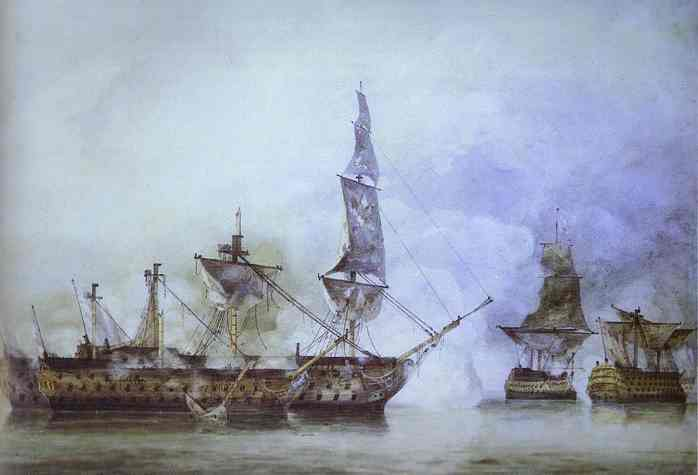
Le HMS Victory devant le Redoutable, au fond démâté également, le « 4 ponts » Santisima Trinitad.

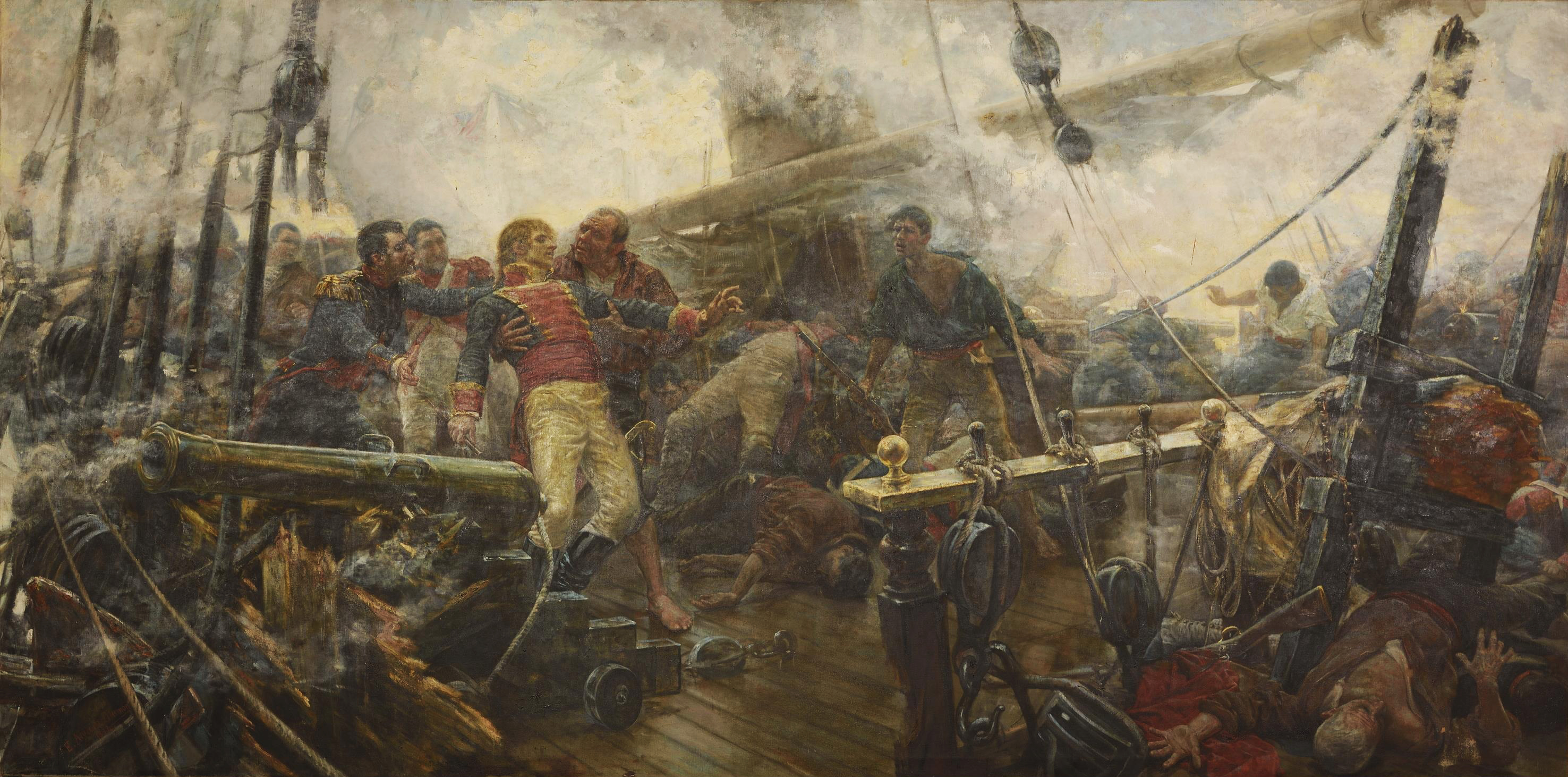
Mort du commodore Cosme de Churruca, par Eugenio Álvarez Dumont, musée du Prado, à Trafalgar, les marins espagnols se sont souvent battus avec héroïsme, et ont payé un lourd tribut.

Bataille de Trafalgar, pertes de la flotte franco-espagnole.

## Commémorations
Le HMS Victory, le vaisseau amiral de Nelson, est conservé de nos jours comme une relique. Il fait toujours officiellement partie de la Royal Navy.
Le Duguay-Trouin, capturé au cap Ortegal et qui avait longtemps servi dans la Royal Navy sous le nom d'Implacable, fut conservé comme relique jusqu'en 1949 : le Royaume-Uni proposa alors de le restituer à la France. Comme aucun des deux pays ne souhaitait financer son entretien, il fut coulé le 2 décembre 1949 au milieu de la Manche, arborant les drapeaux des deux nations.
L'une des places les plus célèbres de Londres, Trafalgar Square, porte le nom de la bataille. Elle est ornée d'une statue de l'amiral Nelson.

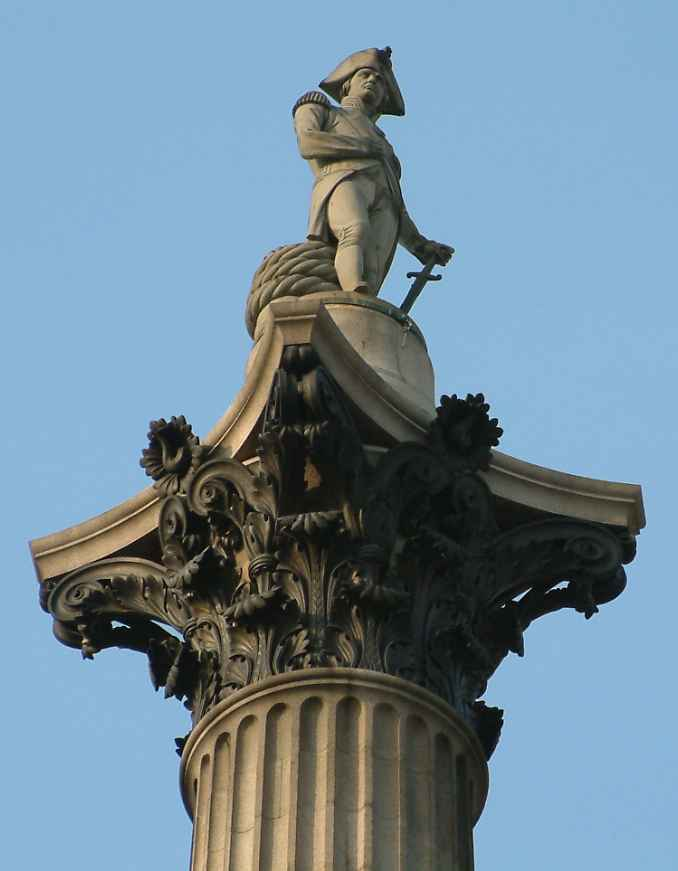
Lord Nelson au sommet de sa colonne à Trafalgar Square, Londres.

En 2005, une série de cérémonies officielles a marqué le bicentenaire de la bataille de Trafalgar dans le Royaume-Uni. Six jours de célébrations ont eu lieu à la cathédrale Saint-Paul, où Nelson est enterré. La reine britannique a assisté le 28 juin à la plus grande revue de la flotte des temps modernes. Une flotte réunissant des bateaux britanniques, espagnols et français a conduit des manœuvres navales le 29 vendémiaire an XIV (21 octobre 1805) dans la baie de Trafalgar, près de Cadix, en présence de nombreux descendants des combattants de la bataille.
Chaque 21 octobre, ou à une date très proche, il est de tradition, dans tous les navires de la Royal Navy, de porter un toast à la mémoire éternelle de Nelson et de ceux qui sont morts avec lui. Ce toast se fait en silence, car destiné à commémorer, non une victoire, mais bien le souvenir d'hommes tombés pour leur pays.
Contrairement à une légende répandue, la cravate noire portée par les marins français n'était pas un signe de deuil depuis cette défaite. La cravate noire apparaît officiellement dans l’arrêté du 15 floréal an XII (5 mai 1804), antérieur à la bataille, qui règlemente les uniformes de la marine.

## Dans la fiction
- The Battle of Trafalgar est un film muet réalisé en 1911 par J. Searle Dawley.
- La bataille de Trafalgar est une des scènes-clés d'un roman d'Alexandre Dumas, Le chevalier de Sainte-Hermine.